# Gabriel Piguet
Pour les articles homonymes, voir Piguet.
Gabriel Emmanuel Joseph Piguet, né le 24 février 1887 à Mâcon et mort le 3 juillet 1952 à Clermont-Ferrand, est évêque de Clermont pendant la Seconde Guerre mondiale.
Il a reçu la médaille des Justes parmi les nations de Yad Vashem, le 22 juin 2001.

## Biographie

### Enfance et formation
Né en 1887 dans une famille de la bourgeoisie catholique de Mâcon, le jeune Gabriel fait d'abord ses études au collège jésuite de Notre-Dame de Mongré et entre au séminaire de Saint-Sulpice à Paris en 1904. Sa mère avait toujours encouragé sa vocation sacerdotale. Il est ordonné prêtre en 1910. Il a alors 23 ans. Il va poursuivre ses études à la procure Saint-Sulpice de Rome où il se montre un étudiant brillant. Il rentre de Rome avec un doctorat de théologie.

### Les débuts de la carrière ecclésiastique
En 1912, l'abbé Piguet est nommé vicaire à la cathédrale d'Autun (Saône-et-Loire). Pendant la Première Guerre mondiale, le jeune prêtre est mobilisé comme brancardier. En septembre 1915, il reçoit une balle qu'il gardera dans la colonne vertébrale jusqu'à la mort. Cette blessure lui vaut d'être réformé en 1917. Il retourne alors à Autun et s'investit dans l'action catholique auprès des jeunes, ce qui était souvent la tâche des vicaires à cette époque. Nommé vicaire général du diocèse d'Autun, il continue à développer l'action catholique. Il met également en route la reconstruction du grand séminaire d'Autun touché par ce que l'un de ses collaborateurs appellera plus tard « la maladie de la pierre ». Le 7 avril 1933, l'abbé Piguet est nommé par le pape Pie XI évêque de Clermont-Ferrand, succédant ainsi à Jean-François Marnas. Il est consacré le 27 février 1934 par Hyacinthe-Jean Chassagnon avec comme co-consécrateurs Augustin Gonon et Jean-Marcel Rodié.

### Évêque de Clermont
Gabriel Piguet est installé le 11 mars 1934 comme centième évêque de Clermont. À cette époque, un évêque comme celui de Clermont avait une autorité directe sur les 500 prêtres diocésains et autant de religieuses appartenant aux congrégations de droit diocésain qui sont au service d'une population très majoritairement catholique. L'évêque a également un devoir de vigilance à l'égard de toutes les œuvres catholiques de son diocèse. Des divers témoignages recueillis à la fin du siècle par Randanne et Roquejoffre, il apparaît que Gabriel Piguet est très à l'aise dans ce rôle : tantôt perçu comme particulièrement populaire, tantôt perçu comme légèrement hautain et exigeant certains égards.
À Clermont-Ferrand, comme il l'avait fait à Autun, Gabriel Piguet s'efforce de développer l'Action catholique, en particulier la Jeunesse ouvrière chrétienne (JOC), s'inscrivant dans le mouvement de l'Église catholique de reconquête du monde ouvrier. À Clermont-Ferrand, le monde ouvrier est notamment représenté par les employés des usines Michelin. Selon le chanoine Jausions, Gabriel Piguet a défendu, en 1936, les jocistes de Michelin.
Lorsque la Seconde Guerre mondiale éclate, le 3 septembre 1939, Gabriel Piguet se conduit en évêque ardemment patriote, en recommandant d'abord aux séminaristes de faire leur devoir :
« […] Aujourd'hui, le service de la France unanime contre la tyrannie nazie devenue l'allié de la barbarie bolchevique, a appelé un grand nombre d'entre vous sous les drapeaux. Une fois de plus, la cause du droit, de la liberté de la paix, de la civilisation chrétienne a pour champion la France et ses alliés. »
En décembre 1939, à l'occasion des fêtes de Noël, il évoque les Allemands comme des « Ostrogoths motorisés du XXe siècle».

### L’évêque pétainiste
Après la défaite de juin 1940, comme la quasi-totalité des évêques français, Piguet devient un fervent pétainiste. La ville de Vichy, situé une soixantaine de kilomètres plus au nord, où est installée le gouvernement de Pétain n'a pas d'église assez grande pour accueillir les manifestations officielles, et c'est souvent la cathédrale de Clermont-Ferrand qui est utilisée à cet effet. Ainsi, le 11 novembre 1940, devant Pétain et ses ministres, l'évêque de Clermont mêle naturellement le culte de l'homme providentiel à celui de la France.
« […] Nous demandons à Dieu, Monsieur le Maréchal, de bénir votre personne vénérée et respectueusement aimée, et de lui permettre de mener à bien son œuvre courageuse et magnifique de renouveau, pour le bonheur de la France, dotée, une fois de plus par la providence, au milieu de ses infortunes, de l'homme capable d'atténuer son malheur, de reconstruire ses ruines, de préparer l'avenir. »
Logiquement, Piguet, ancien combattant, s'investit dans la légion française des combattants, organisation de masse pétainiste par excellence. Cette adhésion à la légion va de pair avec une condamnation de la Résistance naissante. Lors d'une messe célébrée en septembre 1941 à l'intention de la Légion, Piguet n'hésite pas à affirmer en chaire :
« […] Toute dissidence, à l'intérieur comme à l'extérieur, camouflée ou avouée, en quelque place qu'elle se trouve, est un malheur et une faute. »
Par la suite, après que le nonce apostolique en France, Valerio Valeri, a recommandé aux prêtres et aux évêques plus de discrétion lors des manifestations de la légion, Piguet ne célèbrera plus les messes, mais il y assistera quand même. À Clermont-Ferrand, le 30 août 1942, pour le deuxième anniversaire de la Légion, trente mille légionnaires sont réunis en présence de Pétain pour une messe célébrée sur la place de Jaude devant les autorités religieuses et le chef du gouvernement, Pierre Laval.
En février 1943, paraît la loi sur le service du travail obligatoire (STO). En fait, dans le cadre de la relève, beaucoup de travailleurs français ont déjà pris le chemin de l'Allemagne. La position officielle de l'épiscopat français est qu'il ne faut pas s'opposer au STO, et que cela peut même être une chance pour la jeunesse ouvrière chrétienne (JOC) d'aller prêcher la bonne parole auprès des travailleurs français réquisitionnés. C'est ainsi que Marcel Callo, jociste originaire de Rennes, se comporta en missionnaire auprès des jeunes travailleurs de Zella Mehlis en Thuringe. Repéré par la Gestapo, il est arrêté le 19 avril 1944 en application d'un décret qui concernait : « l'activité de l'action catholique française parmi les travailleurs français dans le Reich »  et déporté à Mauthausen où il meurt d'épuisement le 19 mars 1945. Jean-Paul II a béatifié Marcel Callo le 4 octobre 1987.
Le 27 juin 1943, Piguet soutient la position majoritaire de l'Église de France vis-à-vis du STO :
« […] Vos évêques ont parlé, mes frères… Qu'on oppose leur attitude à celle d'évêques d'autres pays, c'est une audace malhonnête étant donné les différences radicales des situations comparées. Ce qui est plus étrange encore, c'est que des soi-disant théologiens, sans mandat, au nom de leurs principes, osent donner des consultations circulantes, différentes des directives des évêques. Voilà qui situe l'absence de toute autorité de pareils avis dissidents, par ailleurs si pauvres en théologie et en rupture avec le bon sens…  »

### Sauvetage des juifs
Des centaines d'enfants juifs ont été cachés dans les institutions catholiques de la zone libre où les familles juives avaient été nombreuses à se réfugier dans les premières années de l'Occupation. On connaît assez bien l'organisation mise en place par certains évêchés comme celui de Toulouse. Toutes les institutions religieuses du Massif Central furent très sollicitées, et en particulier celles du diocèse de Clermont. L'implication de Piguet dans ces filières qui ont permis de cacher des enfants juifs dans les institutions de son diocèse est mal connue. Le chanoine Jausions qui fut nommé chancelier de l'évêché en 1956, soutient que dès 1940, Piguet a demandé officieusement à toutes les supérieures de congrégations qui avaient des écoles, que l'on cache des enfants juifs. De façon connue, son intervention directe a permis que trois familles juives, Mina et Henri Berkowitz, Léon Riveline et sa femme Esther Pertchuck et les frères Joseph et Maurice X soient cachées dans des institutions religieuses du diocèse. Ce sont ces interventions qui lui ont valu, à titre posthume, la médaille des Justes parmi les nations de Yad Vashem, le 22 juin 2001 ; conjointement avec sœur Marie-Angélique Murat, mère supérieure du couvent Sainte-Marguerite à Clermont-Ferrand.

### L'arrestation
Pour d'obscures raisons, comme il le reconnaîtra plus tard, Piguet est convoqué par la Gestapo le 28 mai 1944, puis arrêté lors de la messe pontificale de la Pentecôte qu'il célèbre dans sa cathédrale. Il est interné et finalement déporté au camp de concentration de Dachau en passant par le Struthof. Le seul motif officiel est d'avoir nommé prêtre auxiliaire à Saint-Genès-Champanelle Jean de Viry, un prêtre du diocèse d'Annecy, neveu de François de Menthon, aumônier des scouts et guides de France. Jean de Viry était plus ou moins en lien avec la Résistance. Piguet lui avait donné un Celebret, c'est-à-dire une autorisation de célébrer la messe dans son diocèse, après une intervention en sa faveur de la famille Michelin, dont un membre, Mme Jean Michelin, était responsable des guides d'Auvergne.
Deux autres affaires du même genre sont évoquées au cours des interrogatoires qui se déroulent à la caserne du 92e régiment d'infanterie de Clermont-Ferrand. Ces affaires étaient évidemment dérisoires. Les Allemands ont finalement évité de déporter des évêques beaucoup plus proches de la Résistance tel que Jules Saliège, archevêque de Toulouse. Pierre Laval, un des rares athées déclarés du régime de Vichy, en fait la remarque à Hugo Geissler, chef de la Gestapo pour la zone Sud :
« […] Vous avez tort. Et puis, je tiens à vous le déclarer, ça porte malheur d'arrêter un évêque.  »
Comme le note Jacques Duquesne, Laval se trouve confirmé quelques jours plus tard dans cette croyance superstitieuse : Geissler est tué à Murat où il dirige une opération contre le maquis du Cantal.

### La déportation et l'ordination deKarl Leisner
Piguet est le seul évêque français à avoir été déporté. Du 20 au 30 août 1944, il est acheminé dans un train de déportés jusqu'à la gare de Rothau en Alsace, et de là, conduit jusqu'au camp de Struthof-Natzweiler. En fait, pendant le transport, il a été traité relativement bien, en compagnie du prince François-Xavier de Bourbon-Parme.  

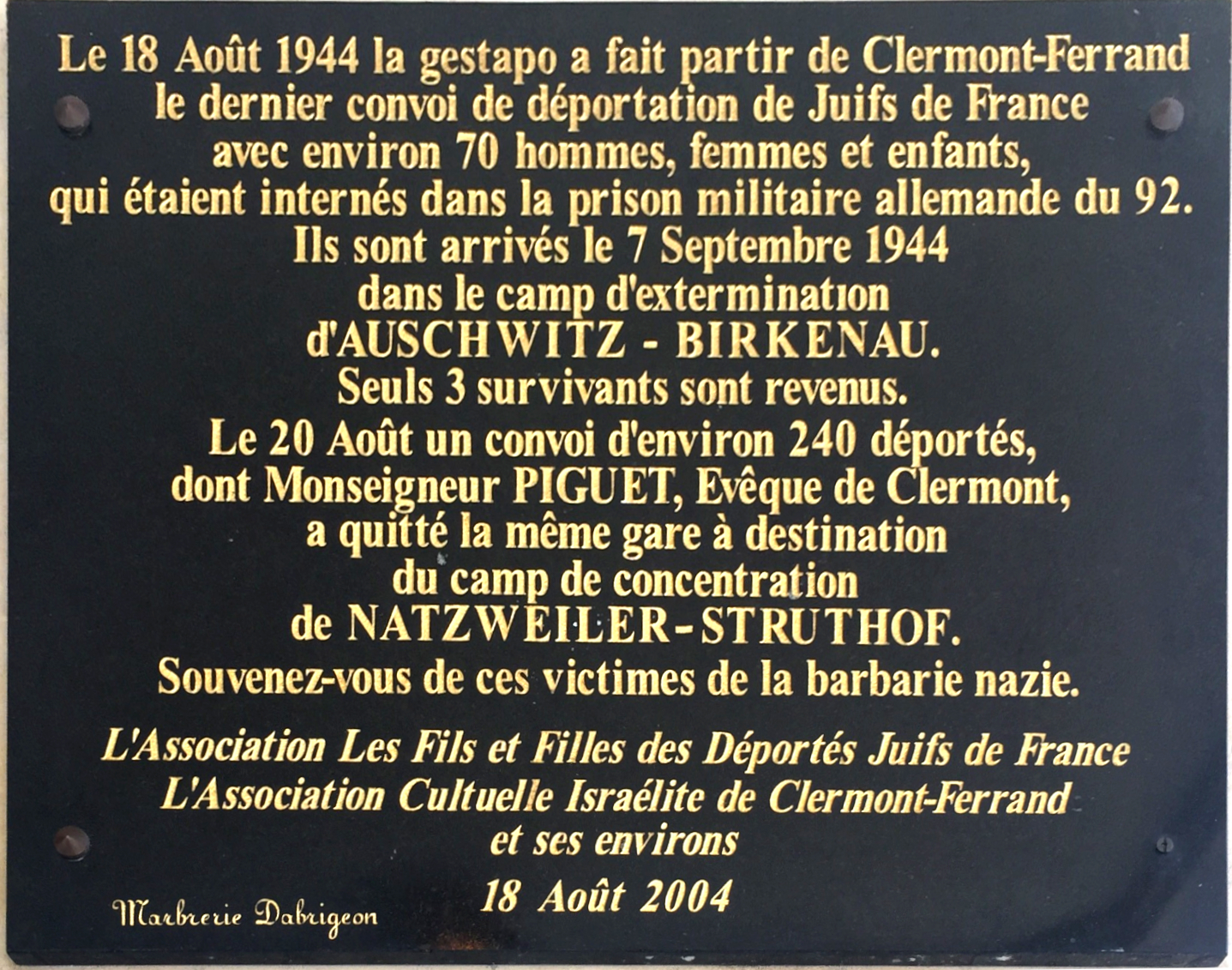
Plaque posée en gare de Clermont-Ferrand en juillet 2004.

C'est à l'arrivée à Rothau que l'évêque est plongé brutalement dans l'univers de détresse des camps de concentration. Il est âgé de 57 ans. Il est frappé à coups de crosse, il s'écroule de fatigue pendant la montée au camp où il doit quitter sa soutane d'évêque pour la tenue rayée. Il passe six jours au Revier c'est-à-dire à l'infirmerie du camp où il croise le général Delestraint.
Le 9 septembre, Gabriel Piguet arrive au camp de concentration de Dachau où il reçoit le matricule 103.001. Après un séjour de deux semaines au Revier, il est dirigé sur ce qu'on appelle la « baraque des prêtres », en fait un ensemble de quatre baraques hébergeant quelque 1 500 prêtres provenant de toute l'Europe, mais surtout polonais ou allemands. Il passe trois jours au bloc no 28 avec les Polonais avant d'être transféré au bloc no 26, avec des prêtres allemands, ce qui est alors ressenti comme une faveur par les prêtres français. Les conditions de vie au bloc no 26 n'étaient pas aussi dures que dans les autres baraques, et a fortiori, que dans l'ensemble du camp.
Or, il y avait au bloc no 26 un séminariste allemand du nom de Karl Leisner, dont l'état de santé était très faible et qui avait fait part de son désir d'être ordonné prêtre avant de mourir. Ses camarades avaient fait toutes les formalités en demandant les autorisations nécessaires à l'évêque de son diocèse d'origine, le cardinal von Galen, et à celui de l'archidiocèse de Munich dans lequel était situé le camp de Dachau, le cardinal von Faulhaber. Il ne manquait que la présence d'un évêque à l'intérieur du camp pour pouvoir procéder à l'ordination. Une telle action liturgique ne pouvait avoir lieu qu'à l'insu des Allemands. Gabriel Piguet se laisse finalement convaincre de procéder à une action interdite. L'ordination de Karl Leisner qui a lieu le 17 décembre 1944 est un moment d'intense émotion pour tous les prêtres qui participent à la cérémonie. Karl Leisner dit sa première messe le 26 décembre 1944. Il réussit à survivre jusqu'à la Libération du camp, mais s'éteint le 12 août 1945. Il a été béatifié en 1996 par le pape Jean-Paul II,,.
Le 22 janvier, Gabriel Piguet quitte le bloc no 26 pour le bunker des prisonniers de marque où les conditions n'ont plus rien à voir avec celle d'un camp de concentration. Les raisons de ce transfert ne sont pas encore élucidées. Parmi ses compagnons de détention, Clément Cotte pense que c'est grâce à l'intervention du Vatican, mais Jean Kammerer n'a trouvé dans les archives diplomatiques du Vatican aucune démarche pour soutenir l'évêque français, comme cela avait été fait pour l'évêque polonais Michel Kozal. En octobre 1945, le pape Pie XII lui dira qu'il a fait des démarches, mais qu'il n'a reçu aucune réponse des Allemands.
Vers la mi-avril 1945, déporté avec l’évêque, l'abbé Elie Lavigne reçoit du général Delestraint, tandis que celui-ci est en conversation avec Piguet, une glace, un tricot, un peigne et surtout un morceau de papier hygiénique faisant office de lettre. Ce message demande à Edmond Michelet de prendre la suite de la direction de la résistance à Dachau (le général Delestraint est exécuté quelques jours plus tard).

### Retour en France et fin de vie
Le 24 avril, les prisonniers ayant un traitement privilégié sont acheminés vers Innsbruck par autocar. Ils sont en fait des otages que des SS emmènent, sur ordre d'Hitler, dans leur débâcle. Piguet y rencontre Léon Blum et sa femme (qui avaient été déportés dans une annexe de Buchenwald). Le 27 avril, les prisonniers sont embarqués dans des bus pour la dernière étape de leur voyage : un grand hôtel au bord du Lac de Braies, l'hôtel Pragser Wildsee, dans le Haut-Adige (Tyrol du Sud), province germanophone de l'Italie du nord, à 12,5 km au sud-ouest de Villabassa (Niederdorf), un hôtel alors encore occupé par trois généraux allemands de la Luftwaffe et leur état-major. Quelques kilomètres avant l'arrivée, ces otages sont finalement libérés par la Wehrmacht et remis à l'armée américaine (voir Libération des otages des SS dans le Haut-Adige). Il rentre le 14 mai 1945 à Clermont-Ferrand où il est accueilli triomphalement par la population. Très vite, en octobre 1945, Piguet entreprend un voyage à Rome pour rencontrer le pape Pie XII, espérant peut-être obtenir le cardinalat. Mais, bien que déporté, il a été mis par le ministère de l'Intérieur français sur la liste des évêques compromis avec le régime de Vichy. Cependant, après l'enquête menée par le nouveau nonce apostolique en France, Angelo Roncalli (futur pape Jean XXIII), Piguet sera confirmé à son siège de Clermont-Ferrand. Quoi qu'il en soit, c'est l'archevêque de Toulouse, Jules Saliège, qui est créé cardinal en même temps que von Galen, évêque de Munster, qui s'étaient tous deux ouvertement opposés au régime nazi, le premier en prenant la défense des Juifs, le second en critiquant publiquement le programme T4.
Il obtient le prix Louis-Paul-Miller de l’Académie française en 1949 pour son ouvrage Prison et déportation.
Piguet restera évêque de Clermont jusqu'à sa mort en 1952.

## Succession apostolique
Gabriel Piguet a ordonné les évêques suivants :
- Évêque Guillaume-Marius Sembel (1937)
- Évêque Aimable Chassaigne (1940)
- Évêque Auguste Joseph Gaudel (1941)

## L'enquête de l'évêché de Clermont et la médaille des Justes
La béatification de Karl Leisner en 1996 semble  braquer les projecteurs sur l'ancien évêque de Clermont. Vers 1999 l'évêque de Clermont, Hippolyte Simon, demande à un prêtre de son diocèse, Martin Randanne, et à un journaliste de la radio diocésaine, Marc-Alexis Roquejoffre, de procéder à une enquête sur Gabriel Piguet. Il en résulta un ouvrage publié en 2000, Monseigneur Piguet, un évêque discuté, d'où il ressort un portrait contrasté de l'ancien évêque de Clermont.
Le 22 juin 2001, le comité de Yad Vashem décerne à Gabriel Piguet la médaille des Justes parmi les nations, pour les sauvetages de juifs. L'ambassadeur d'Israël en France, Elie Barnavi déclare à cette occasion: « On dit qu'il était maréchaliste, et alors ? Nul ne peut me suspecter de sympathies pétainistes, mais je dirais aujourd'hui que c'est précisément son pétainisme qui rend les actes de Mgr Piguet encore plus remarquables. Confronté au mal, il a choisi le bien. ».